# Новоакбулатово
Новоакбулатово (мар. Кӱрзӧ; баш. Яңы Аҡбулат) — деревня в Мишкинском районе Республики Башкортостан Российской Федерации. Административный центр Акбулатовского сельсовета.

## География

### Географическое положение
Расстояние до:
- районного центра (Мишкино): 10 км,
- ближайшей ж/д станции (Загородная): 132 км.

## Население
| 2002 | 2009 | 2010 |
| ---- | ---- | ---- |
| 536  | ↗537 | ↘514 |

Национальный состав
Согласно переписи 2002 года, преобладающая национальность — марийцы (79 %).